# Section d'Or
Section d'Or ("Section d'or", fr. for 'det gyldne snit'), var et løst udstillingsfællseskab, et kubistisk kunstnerkollektiv i Paris 1911/12-1914 af malere, skulptører, digtere og kritikere.
En kreds af kunstnere omkring maleren Jacques Villon (no) (1875-1963) havde 1911 diskuteret kubismens teortiske grundlag, og oktober 1912 deltog omkring 30 af dem i en udstilling i det parisiske Galerie La Boétie. Villons interesse for matematik gav anledning til navnet Section d'Or, "det gyldne snit". 
De vigtigste medlemmer af gruppen var Robert Delaunay, Marcel Duchamp, Raymond Duchamp-Villon, Albert Gleizes, Juan Gris, Roger de La Fresnaye, Fernand Léger, André Lhote, Louis Marcoussis, Jean Metzinger, Francis Picabia og André Dunoyer de Segonzac.
Gruppen udgav også et kortvarigt magasin med titlen 'La Section d`Or. Ved udbruddet af 1. verdenskrig i 1914 ophørte gruppens aktiviteter, som aldrig havde været mere end en løs forening.
| - Udstillingslokale og plakat - Udstilling 'La Section d'Or', 1925 Galerie Vavin-Raspail, Paris - Theo van Doesburg: Design til plakat. April 1920 |

| - Værker fra kubismeudstillingen oktober 1912 på 'Salon de la Section d'Or' - Juan Gris: Mand på café, 1912 Homme dans un café - Albert Gleizes: Træet, 1910 L'Arbre(en) - Gleizes: Kvinden med floks, 1910, La Femme aux Phlox (en) - Pierre Dumont: Katedralen i Rouen, ca. 1912 Cathédrale de Rouen - Tobeen (Félix Bonnet): Pelota, 1912 Pelotaris - Francis Picabia: Procession i Sevilla, 1912 La Procession, Séville (en) - Francis Picabia: Forårsdans, 1912 Danse au printemps |

| - Gengivelser der skulle illustrere det gyldne snit - Albert Gleizes: De badende, 1912 Les Baigneuses (engelsk) Med indlagte linjer for 'gylden rektangel'(en) - Juan Gris: Stilleben med blomster, 1912 Still Life with Flowers (MoMA) - Georges Seurat: Cirkusparade, 1887-88 Parade de Cirque (engelsk) |